# Дудичский сельсовет
Дудичский сельсовет — административно-территориальная единица на территории Калинковичского района Гомельской области Республики Беларусь. Административный центр — агрогородок Дудичи.

## Состав
Дудичский сельсовет включает 11 населённых пунктов:
- Булавки — деревня.
- Буда — деревня.
- Вишар — деревня.
- Дудичи — агрогородок.
- Красная Нива — деревня.
- Муравейница — деревня.
- Ситня — деревня.
- Смаглов — деревня.
- Смолянка — деревня.
- Шалыпы — деревня.
- Юшки — деревня.